# 府中カントリークラブ
府中カントリークラブ（ふちゅうカントリークラブ）は、東京都多摩市にあるゴルフ場である。

## 概要
赤星四郎は、1953年（昭和28年）7月20日、東京の銀座に、ゴルフ練習場とベビーゴルフ場を経営する「銀座ミネチュアゴルフ株式会社」を設立した、場所は銀座二丁目の銀座館ビルの屋上施設である。しかし、設立から僅か2年で経営難に陥った、それを救ったのが札幌グランドホテルの社長・岩田彦二郎だった。岩田は、「相模カンツリー倶楽部」（1931年（昭和6年）開場、設計・赤星六郎）の会員で、獅子文六（岩田豊雄）の実弟である。岩田は、銀座ミネチュアゴルフを買収し、銀座館ビルの屋上に4レーンのボウリング場とレストラン、集会場、タウンクラブを造り、1,000名を超えるスポーツマンクラブを開設した。
岩田彦二郎は、新たなゴルフ場の建設に急展開した、1958年（昭和33年）3月、建設用地を東京都南多摩郡多摩村の約27万坪を決定し、コース設計を戦前の「武蔵野カンツリー倶楽部」（1926年（昭和元年）開場、1944年（昭和19年）閉鎖、設計・大谷光明、赤星六郎、）時代の知人である富澤誠造に依頼した。銀座ミネチュアゴルフ社長の岩田は会長に退き、相模カンツリー倶楽部の佐藤享が社長に就任した。同年10月、クラブの名称を「府中カントリークラブ」に決定し、同年12月、造成工事を着工し、翌1959年（昭和34年）4月、クラブハウスを着工した。
1959年（昭和34年）11月3日、造成工事が完成し、18ホール、6,840ヤード、パー72規模のゴルフ場が開場された。1965年（昭和40年）7月、創業理事長の佐藤享が退社し、二代目理事長に岩田豊雄が就任した。1965年（昭和40年）12月、多摩ニュータウン計画が発表された、八王子中心に912万坪、11万戸、41万人の大規模な計画である。1968年（昭和43年）8月、都知事の美濃部亮吉が「農家だけに土地を提供を求めるものではない。府中カントリークラブ、「東京国際ゴルフ倶楽部」（1961年（昭和36年）開場、設計・赤星四郎）も買収の対象」と講演会で発言した。
都知事発言により、府中カントリクラブは、18ホールのコースから練習場に、東京国際ゴルフ倶楽部は27ホールのコースから9ホールを買収された。その後、1972年（昭和47年）、田中内閣が登場し、列島改造論で事態は一変した、地価が高騰し、東京都による府中カントリークラブの買収が不可能になり、九死に一生を得た。

## 所在地
〒206-0036 東京都多摩市中沢一丁目41番1号

## コース情報
- 開場日 - 1969年11月3日
- 設計者 - 富澤 誠造、横山 良（改修設計）
- 面積 - 622,208m2（約18.8万坪）
- コースタイプ - 丘陵コース
- コース - 18ホールズ、パー72、6,827ヤード、コースレート72.9
- フェアウェー - コウライ
- ラフ - ノシバ
- グリーン - 1グリーン、シャーク
- ハザード ^ バンカー、池が絡むホール
- ラウンドスタイル - 全組セルフプレ、歩きプレー(手引きカート)
- 練習場 - 30打席220ヤード
- 休場日 - 毎週月曜日、12月31日、1月1日[2][3]

## クラブ情報
- ハウス面積 - 5,403m2（1,634.4坪）
- ハウス設計 - 株式会社松田平田坂本設計事務所（現・株式会社松田平田設計）
- ハウス施工 - 戸田建設株式会社[2][3]

## ギャラリー
- コース - 「府中カントリークラブ」、コース紹介、2021年5月10日閲覧
- ハウス - 「府中カントリークラブ」、施設利用案内、2021年5月10日閲覧

## 交通アクセス
鉄道
- 京王線 - 聖蹟桜ヶ丘駅より クラブバス利用約分
- 京王相模原線 - 京王多摩センター駅より クラブバス利用約5分
- 小田急多摩線 - 小田急多摩センター駅より クラブバス利用約5分[4]

道路
- 中央自動車道 - 国立府中ICより 10Km[4]

## 関連文献
- 『ゴルフ場ガイド 西版』、2006-2007、「府中カントリークラブ」、東京 ゴルフダイジェスト社、2006年5月、2021年5月10日閲覧
- 『美しい日本のゴルフコース BEAUTIFUL GOLF CULTURE IN JAPAN 日本のゴルフ110年記念 ゴルフは日本の新しい伝統文化である』、ゴルフダイジェスト社「美しい日本のゴルフコース」編纂委員会編、「銀座の東京スポーツマンクラブが南多摩郡に建設した株式会員制コース」、東京 ゴルフダイジェスト社、2013年12月、2021年5月10日閲覧